# Meldungen aus dem Reich
Mit Meldungen aus dem Reich waren die geheimen innenpolitischen Lageberichte des Sicherheitsdienstes des Reichsführers SS im NS-Staat während des Zweiten Weltkrieges überschrieben. Dieser sammelte darin zwischen Kriegsbeginn 1939 und Juli 1944 Stimmungsberichte aus der deutschen Bevölkerung, um sie einem kleinen Kreis hoher NS-Funktionäre und Beamter zugänglich zu machen.
Außer diesen regelmäßig erstellten Stimmungsberichten werden als Vorläufer auch der „Jahreslagebericht für 1938“ und „Berichte zur innenpolitischen Lage“ von 1939 sowie spätere „SD-Berichte zu Inlandsfragen“, die bis zum März 1945 für unterschiedliche Dienststellen angefertigt wurden, unter der Bezeichnung „Meldungen aus dem Reich“ zusammengefasst. Ziel der Berichte sollte es sein, „an Stelle einer öffentlichen Kritik die Staatsführung in die Lage zu versetzen, die im Volke vorhandenen oder entstehenden Auffassungen kennenzulernen und zu berücksichtigen.“ Die Inhalte der Stimmungsberichte sind „nicht Niederschlag einer seriösen Meinungsforschung, sondern Reflex auf die jeweils vorgegebene Propagandalinie“.

## Entstehung
Als Vorläufer der „Meldungen aus dem Reich“ können die „Gestapo-Berichte“ der Geheimen Staatspolizei gelten, die von 1933 bis 1936 Hermann Göring zugeleitet wurden. 1937 wurde die Zuständigkeit von Sicherheitsdienst und Geheimer Staatspolizei abgegrenzt, um Doppelarbeit zu verhindern. Die Gestapo erhielt die Zuständigkeit für Landesverrat und feindliche Aktivitäten von Emigranten und Marxisten. Der Sicherheitsdienst sollte die Bereiche Wissenschaft und Erziehung, Rassenkunde und Volksgesundheit, Film und Funk, Partei und Staat, Verfassung und Verwaltung, Freimaurertum und Ausland beobachten. Mit Kirchen, Sekten, Judentum, Wirtschaft und Presse sollte sich der SD nur in grundsätzlichen Fragen befassen, während die Gestapo Einzelfälle verfolgen sollte.

## Informationsbeschaffung
In 13 Oberabschnitten waren SD-Führer hauptamtlich tätig, um Erkenntnisse von Vertrauensleuten zu sammeln; zu Fachfragen holten sie auch die Meinung von Verwaltungsbeamten, Richtern, Lehrern, Medizinern und Wissenschaftlern ein. Im Oberabschnitt Koblenz zum Beispiel sammelten 15 hauptamtliche SD-Mitarbeiter, 40 Vertrauensleute und 24 Fachleute Informationen. Auch auf KdF-Reisen fuhren Beobachter mit. Es wurde angestrebt, die Informanten so auszuwählen, dass die Erkenntnisse als repräsentative Stimmungslage der Bevölkerung gelten konnten. Offenbar waren jedoch Akademiker überrepräsentiert.
Ab 1937 erhielt das SD-Hauptamt – später zum Amt III des Reichssicherheitshauptamtes unter Otto Ohlendorf umgeformt – monatlich Berichte aus den 13 Oberabschnitten und fasste diese in Monatsberichten, für das Jahr 1938 auch in einem Jahresbericht zusammen. Mit Kriegsbeginn wurden die „Berichte zur innenpolitischen Lage“ – ab 8. Dezember 1939 mit dem Titel „Meldungen aus dem Reich“ – zwei- bis dreimal wöchentlich erstattet, wozu die Oberabschnitte täglich Meldungen liefern mussten.

## Umfang und Inhalt
Bis Ende Mai 1943 erschienen 387 „Meldungen aus dem Reich“. Sie umfassten durchschnittlich 18 bis 20 Seiten und enthielten anfangs fünf Gliederungspunkte: Allgemeine Stimmung und Lage, Gegner, Kulturelle Gebiete, Recht und Verwaltung sowie Wirtschaft. 1940 kam ein Abschnitt Volkstum und Volksgesundheit hinzu.
Häufig wurden zusätzlich Berichte zu speziellen Fragen angefügt, die zum Beispiel über den „Tausch- und Schleichhandel“, die „Stimmung der polnischen Zivilarbeiter“ oder die „Gestaltung der Tagespresse“ informierten.
Ab Juni 1943 folgten die „SD-Berichte zu Inlandsfragen“, von denen 229 erhalten sind. Jeder dieser Berichte erhielt Informationen zu einem oder mehreren Gliederungspunkten, die nunmehr durch unterschiedliche Farbpapiere kenntlich gemacht wurden.

## Empfängerkreis
Auflagenhöhe und genauer Empfängerkreis der Berichte sind nicht bekannt. Aus Akten geht hervor, dass zumindest Heinrich Himmler, Reinhard Heydrich, Ernst Kaltenbrunner, Martin Bormann, Hans Heinrich Lammers sowie die Reichsministerien der Finanzen, der Justiz und der Schatzmeister der NSDAP zu den Empfängern gehörten. Joseph Goebbels und Alfred Rosenberg erwähnen die „Meldungen aus dem Reich“ mehrfach in ihren Tagebuchaufzeichnungen. Wahrscheinlich haben alle achtzehn Reichsleiter der NSDAP die Meldungen erhalten. Fachministerien und hohe Beamte erhielten vermutlich nur Auszüge daraus.
Nach Angaben Ohlendorfs soll Adolf Hitler nur einige der letzten Berichte gelesen haben.

## Einstellung der Berichterstattung
Am 27. April 1944 beschwerte sich Martin Bormann bei Heinrich Himmler, dass der SD die politische und weltanschauliche Haltung höherer Beamter begutachten wolle. Robert Ley und Martin Bormann verboten den Funktionären von DAF und NSDAP 1944 die weitere Zuarbeit.
Im Juli 1944 erwirkten Martin Bormann und Joseph Goebbels die Einstellung der Berichte, die sie als „Sprachrohr des Defaitismus“ bezeichneten. Heinz Boberach urteilt:
„Damit hatte die regelmäßige Unterrichtung der Führung über die Stimmung und die Reaktion des Volkes auf politische und militärische Ereignisse ihr Ende gefunden, weil die maßgeblichen Männer die Wahrheit nicht hören wollten.“
Es folgten bis Kriegsende nur noch Berichte zu Einzelfragen, die an bestimmte Führungsgremien gerichtet und offenbar von diesen selbst angefordert worden waren.

## Aussagewert der Quellen
Die Berichte stellen keine repräsentative Umfrage dar; eine solche wäre unter den Bedingungen einer totalitären Diktatur auch nicht möglich. Es bleibt unklar, wieweit eine in der Öffentlichkeit mitgehörte Bemerkung die wahre Meinung widerspiegelt oder ob diese bereits eine vorsichtige Selbstzensur durchlaufen hatte. Zudem ist eine „gewisse Färbung“ bei der Zusammenstellung der Berichte nicht auszuschließen: Nur in Ausnahmefällen ist nachvollziehbar, wie die Materialfülle der Einzelinformationen verarbeitet wurde, was fortgelassen oder stärker gewichtet wurde. Ein Vergleich ergibt, dass das Ausgangsmaterial „des Öfteren leicht entschärft“ wurde. Es wird deutlich, „dass gewisse Informationen der lokalen Stellen bewusst ausgelassen oder unterdrückt wurden, während die Verfasser der reichsweiten Berichte andere Aspekte besonders hervorhoben. Dies belegt die Tendenz der Berichte und zeigt, wie der Prozess der Informationszusammenstellung in vielfältiger Weise von der Sicht und den Voreingenommenheiten der Berichterstatter abhängig war.“
Der Verdacht liegt nahe, dass in einigen Fällen wie bei der Ferntrauung oder Ausnahmeregelungen bei der Kennzeichnung mit dem Judenstern Einfluss genommen werden sollte, indem bestimmte Argumente als angebliche „Volksmeinung“ stark hervorgehoben wurden. Trotz dieser Einschränkungen gelten die SD-Berichte, die als „Meldungen aus dem Reich“ zusammengefasst werden, als die wohl kritischsten und realistischsten Quellen zur Stimmungslage der Bevölkerung während dieses Zeitabschnitts. Eine detaillierte Untersuchung über den Quellenwert der Meldungen aus dem Reich steht noch aus.
Die Berichte zeigen, dass der Propaganda in Presse und Rundfunk von der Bevölkerung durchaus nicht immer so geglaubt wurde, wie Goebbels es sich vorstellte. Wochenschauen galten als weitaus zuverlässiger; in hohem Maße konnte eine Hitlerrede die Stimmung beeinflussen.
Von Kriegsbegeisterung war in der Bevölkerung wenig zu spüren; der Wunsch nach Frieden war weit verbreitet. Eine Siegeszuversicht herrschte nur in wenigen Perioden in den Sommermonaten 1940, 1941 und 1942 vor. Erstaunlich gut war die Bevölkerung über Staatsgeheimnisse informiert, so über den Termin für den Beginn des Russland-Feldzuges, über die V-Waffen und über die massenhafte Erschießung von Polen und Juden.

## Belegstellen
1. ↑  Zitat Otto Ohlendorfs nach: Meldungen aus dem Reich 1938–1945…, Bd. 1, Herrsching 1984, ISBN 3-88199-158-1, S. 11.
2. ↑   Hans Mommsen: Der Holocaust und die Deutschen. In: Zeitschrift für Geschichtswissenschaft 56(2008), S. 846.
3. ↑  Heinz Boberach (Hrsg.): Meldungen aus dem Reich 1938–1945. Die geheimen Lageberichte des Sicherheitsdienstes der SS,  Bd. 1–17, Herrsching 1984, ISBN 3-88199-158-1, hier : Meldungen aus dem Reich - Auswahl Bd. 1, S. 14.
4. ↑  Meldungen aus dem Reich – Auswahl. Bd. 1, S. 17.
5. ↑  Meldungen aus dem Reich – Auswahl. Bd. 1, S. 13.
6. ↑   Meldungen aus dem Reich – Auswahl. Bd. 1, S. 20–21.
7. ↑  Meldungen aus dem Reich – Auswahl. Bd. 1, S. 21.
8. ↑   Meldungen aus dem Reich - Auswahl. Bd. 1, S. 21.
9. ↑   Meldungen aus dem Reich – Auswahl. Bd. 1, S. 35.
10. ↑   Meldungen aus dem Reich – Auswahl. Bd. 1, S. 35.
11. ↑   Meldungen aus dem Reich – Auswahl. Bd. 1, S. 37.
12. ↑   Meldungen aus dem Reich – Auswahl. Bd. 1, S. 37.
13. ↑   Meldungen aus dem Reich – Auswahl Bd. 1, S. 24.
14. ↑  David Bankier: Was wussten die Deutschen vom Holocaust? S. 64 In: Beate Kosmala, Claudia Schoppmann (Hrsg.): Überleben im Untergrund. Berlin 2002, ISBN 3-932482-86-7.
15. ↑  Otto Dov Kulka/Eberhard Jäckel: Die Juden in den geheimen NS-Stimmungsberichten 1933–1945. Düsseldorf 2004, ISBN 3-7700-1616-5, S. 16.
16. ↑  Rainer Eckert: Gestapo-Berichte – Abbildungen der Realität oder reine Spekulation? In: Gerhard Paul, Klaus-Michael Mallmann: Die Gestapo . Mythos und Realität. Darmstadt 2003, ISBN 3-89678-482-X, S. 200–215.
17. ↑   Meldungen aus dem Reich 1938 – 1945..., Bd. 1, S. 27.
18. ↑   Meldungen aus dem Reich 1938 – 1945..., Bd. 1, S. 25.